# ساتورو اوغاتا
ساتورو اوغاتا (باليابانية: 小形 悟) (مواليد 5 أبريل 1974)، هو لاعب كرة قدم سابق كان يلعب كمهاجم.